# 2. prapor 5. pluku námořní pěchoty
2. prapor 5. pluku námořní pěchoty (2/5) je pěší prapor americké námořní pěchoty, který je složen přibližně z 800 mariňáků a námořníků. Má základnu v Camp Pendltonu v Kalifornii a spadá pod velení 5. pluku námořní pěchoty a pod 1. divizi námořní pěchoty.
Prapor se účastnil první světové války, druhé světové války, Korejské války, války ve Vietnamu, války v Zálivu, války v Iráku a Operace Trvalá svoboda v Afghánistánu.
2/5 je praporem s největším počtem nejvyšších vyznamenání v rámci americké námořní pěchoty. Jeho motto, „Retreat, Hell!“, vzniklo za první světové války  ve francouzském zákopu, když byl jeden z důstojníků americké námořní pěchoty, Lloyd W. Williams, vyzván francouzským důstojníkem, aby ustoupil, ale mariňák namítl: „Retreat? Hell, we just got here!“ (Ústup? K čertu, teď jsme sem přišli!)

## Historie

### Počátky
2. prapor 5. pluku byl zformován 1. července, 1914 a byl neprodleně poslán do Karibiku, aby potlačil politický zmatek v Dominikánské republice a Haiti. V červnu 1917 byl prapor poslán do Francie, aby se zúčastnil první světové války. Byl součástí 5. pluku, který spadal pod americké expediční síly. V té době byl prapor složen ze čtyř rot: 18., 43., 51. a 55.

### Meziválečné období
Počátkem 20. let měl prapor za úkol střežit poštovní cesty na americké půdě. Roku 1927 byl poslán do Nikaraguy, aby bojoval proti povstalcům. Měl také hlídat státní volby, které se v Nikaragui konaly v roce1928.

### Druhá světová válka
V roce 1941 se prapor připojil k nově vytvořené 1. divizi námořní pěchoty v New River v Severní Karolíně, ale později byl přemístěn na západní pobřeží USA. Během druhé světové války se prapor účastnil bitvy o Guadalcanal, bitvy o mys Gloucester, bitvy o Peleliu a bitvy o Okinawu. Po kapitulaci Japonska byl prapor poslán k okupaci severní Číny, kde setrval do roku 1947 a ještě téhož roku se vrátil zpátky do Spojených států.

### Korejská válka
Neprodleně po severokorejské invazi do Jižní Koreje, byl 2. prapor 5. pluku poslán k obraně pusanského perimetru, jakožto součást slavné "Fire Brigade" (1st Provisional Marine Brigade/1. prozatímní brigáda námořní pěchoty). Prapor byl též součástí vylodění v Inčchonu, osvobození Soulu, bitvy o Chosinskou přehradu a bránil východní, centrální i západní frontu do doby, než válka skončila. Od července 1953 do února 1955 byl 2/5 přidělen k asistenci při obraně korejského demilitarizovaného pásma. Poté byl přesunut zpět do Camp Pendltonu.

### Vietnamská válka
V dubnu 1966 byl prapor poslán do Vietnamské republiky, kde sloužil až do roku 1971. Během té doby se zúčastnil bojových operací v Hue, v provincii Que Son, u Phu Bai, Dong Ha a v oblasti Phu Loc. V roce 1971  se rychle vrátil do Camp Pendltonu, aby se zúčastnil Operace New Arrivals, což bylo přemístění 160 000 vietnamských uprchlíků do Spojených států.

### 1980–1999
V prosinci 1990 byl 2. prapor 5. pluku poslán do Perského zálivu, kde byl v rámci války v Zálivu součástí operací Pouštní štít a Pouštní bouře. Prapor byl umístěn v Saúdské Arábii, odkud se účastnil osvobození Kuvajtu. Během návratu do Států byl prapor poslán do Bangladéše, kde se účastnil humanitární pomoci v rámci operace Sea Angel.
V roce 1994 byl 2. prapor 5. pluku nasazen jako bojová součást 11. expediční jednotky námořní pěchoty při účasti v operaci Distant Runner, nebojové evakuační operaci ve Rwandě, operaci Restore Hope a operaci Quick Draw v Somálsku. V roce 1995 byl začleněn do běžných nasazení na Okinawě, kde se stal praporem se specializací pro vylodění, jakožto součást 31. expediční jednotky námořní pěchoty. Účastnil se i několika operací ve východním Timoru.

### Válka proti terorismu
Operace Irácká Svoboda
2. února 2003 opustil prapor Camp Pendleton a přesunul se do Kuvajtu. Zde, 20. března brzy ráno, zahájil svou činnost v Iráku, v bitvě o Al Faw, na které útočily společně s 3rd Commando Brigade Royal Marines. Hlavním cílem bylo zajistit ropná pole u Rumalie, po splnění tohoto úkolu pokračoval prapor dále na sever, kde je zastihl konec války o Irák. Prapor pak nějakou dobu vykonával operace na stabilizaci a bezpečnost v oblasti, než se v srpnu vrátil zpět do Camp Pendletonu. Prapor dostal svou čtrnáctou prezidentskou citaci za své působení během Operace Irácká Svoboda.
Operace Irácká Svoboda II
V roce 2004 byl prapor vyslán zpět do Iráku, do města Ramádí, kde se vedly tuhé boje proti povstalcům, stejně jako ve Fallúdže. V polovině roku 2005 byl prapor poslán zpět do Camp Pendletonu. V prosinci 2005 byl prapor opět poslán na podporu 31. expediční jednotky námořní pěchoty na Okinawu. Nadále pomáhal i při humanitárních operacích na ostrově Jolo a Leyte. V roce 2007 byl prapor již potřetí nasazen v Iráku a opět nasazen v Ramadi.
V roce 2009 byl 2/5 nasazen jako prapor se specializací pro vylodění, jakožto jedna z částí 31. expediční jednotky námořní pěchoty. Expediční jednotka byla nasazena na lodích USS Denver, USS Tortuga a USS Harpers Ferry. V roce 2010 se expediční jednotka účastnila cvičení s Japonskými obrannými silami Exercise Forest Light 2010, ještě později téhož roku se prapor vrátil do Camp Pendletonu. V roce 2011 byl 2/5 opět nasazen jako prapor se specializací pro vylodění v rámci 31. Expediční jednotky a podílel se na pomoci a opravy následků katastrof v tichomoří.
V únoru 2012 byl prapor poprvé nasazen v provincii Hilmand v Afghánistánu na podporu operace Trvalá svoboda. Prapor byl součástí RCT-6 (Regimental Combat Team 6) a sloužil k zabezpečování a pomoci Afghánskému lidu a potlačování povstaleckých aktivit. Prapor byl nasazený v oblasti Now Zad a Musa Quala v severní části provincie Hilmand. V průběhu nasazení provedl prapor 17denní operaci Branding Iron, která měla za úkol vyhnat Taliban z jejich opevněné oblasti, právě mezi Now Zad a Musa Quala. Prapor během tohoto nasazení ztratil 4 mariňáky. V září 2012 se 2/5 vrátil zpět do Camp Pendletonu.

## Známost praporu ve světě a Čechách
- Film z roku 1987 Olověná vesta poukazuje na námořní pěchotu roty Hotel, 2. praporu 5. pluku.
- National Geographic: Battleground Afghanistan (Bratři na bojišti) – 5dílný dokument o Operaci Branding Iron.
- Film z roku 2011 Bitva o Los Angeles poukazuje na námořní pěchotu roty Echo, 2. praporu, 5. pluku, který poukazuje na fiktivní rádiovou hru Battle of Los Angeles z roku 1942.
- Plzeňský Klub Vojenské Historie se zabývá i tímto praporem, který je znán a respektován reálnými příslušníky americké námořní pěchoty.